# Susy Andersen
Susy Andersen, nome d'arte di Maria Antonietta Golgi; talvolta accreditata come Susy Anderson o Susy Golgi (Pola, 20 aprile 1940), è un'attrice cinematografica italiana che è stata attiva negli anni sessanta.

## Carriera
Ha interpretato particolarmente film di genere (peplum, commedia all'italiana, ecc.) e b-movie. Ha ricoperto tuttavia anche ruoli di un certo impegno, come quello ne Il magnifico cornuto, di Antonio Pietrangeli, girato nel 1964 accanto a Ugo Tognazzi.

## Filmografia
- Saffo, venere di Lesbo, regia di Pietro Francisci (1960)
- Le gladiatrici, regia di Antonio Leonviola (1963)
- I tre volti della paura, regia di Mario Bava (1963, episodio The Wurdalak)
- Il magnifico cornuto, regia di Antonio Pietrangeli (1964)
- Roma contro Roma, regia di Giuseppe Vari (1964)
- I due violenti, regia di Primo Zeglio (1964)
- Le belle famiglie, regia di Ugo Gregoretti (1964, episodio Il bastardo della regina madre)
- Die Herren, regia di Franz Seitz, Rolf Thiele (1965, episodio Die Bauern, Die Intellektuellen)
- A 077 - Sfida ai killers, regia di Antonio Margheriti (1966)
- 15 forche per un assassino, regia di Nunzio Malasomma (1967)
- La bambolona, regia di Franco Giraldi (1968)
- Nel labirinto del sesso (Psichidion), regia di Alfonso Brescia (1969)
- La legge dei gangsters, regia di Siro Marcellini (1969)

## Doppiatrici italiane
- Gabriella Genta in I tre volti della paura, 15 forche per un assassino
- Maria Pia Di Meo in A 077 - Sfida ai killers, La legge dei gangsters
- Luisella Visconti in Roma contro Roma
- Fiorella Betti in I due violenti